# Jamblique
Pour les articles homonymes, voir Jamblique (homonymie).
Jamblique (en grec ancien : Ἰάμβλιχος Iámblichos), né vers 250 à Chalcis ad Belum (Syrie) et mort vers 330, est un philosophe néoplatonicien d'origine arabe,.
Il entre vers 275 à l'école néoplatonicienne de Rome, dirigée par Porphyre de Tyr (lui-même élève de Plotin). Il retourne ensuite en Syrie enseigner la philosophie à Apamée. Jamblique est le troisième scolarque de l'école néoplatonicienne de Rome, après Plotin et Porphyre. Le néoplatonisme est un avatar issu de l'enseignement de l'aristotélisme et du platonisme qui trouve son origine en Égypte, à Alexandrie (Ammonios Saccas), prend forme en Italie (Plotin), s'approfondit à Rome (Porphyre), se déplace en Syrie (Jamblique) et à Athènes (Syrianos, Proclos).

## Biographie
Les rares éléments biographiques dont nous disposons proviennent de la Vie des philosophes et des sophistes (V, 1) d'Eunape de Sardes.
Le nom de Jamblique semble être une transcription du syriaque ou de l’araméen ya-mliku, « il est roi » ou « qu’il soit roi », et on pense qu’il appartient à une famille princière d'Émèse (actuelle Homs), mais c’est à peu près tout ce que nous savons sur cette famille. Il naît à Chalcis ad Belum (actuelle Qinnesrin, près d'Alep), en Cœlé-Syrie, vers 240. Ce n'est pas un Grec, tout comme Porphyre originaire de Tyr en Phénicie, ou comme Plotin originaire d'Égypte. Une cinquantaine d'années séparent la naissance de Plotin (206-270) de celle de Jamblique, et une quinzaine d'années seulement celle de Porphyre et celle de son élève Jamblique. Le néoplatonisme de ces trois figures se développe en un peu plus d'un siècle, et son origine orientale marque cette philosophie développée à Rome.
Vers la trentaine, Jamblique part à Rome pour y parfaire son éducation philosophique auprès du péripatéticien Anatolius, disciple de Porphyre. Après la mort de Plotin en 270, Porphyre devient le second scolarque de l'école néoplatonicienne de Rome et est, peut-être vers 275 (?), le maître de Jamblique.
Vers 310, Jamblique écrit sa Vie de Pythagore et revient en Syrie, à Apamée. Vers 313, il y fonde une école philosophique néoplatonicienne. Il commente Platon et Aristote et vers 320, écrit ses Mystères d'Égypte. Il a pour disciples Sopatros d'Apamée (exécuté sur ordre de l'empereur Constantin), Théodore d'Asinè, Dexippe, Aidésios de Cappadoce. Ses successeurs à la tête de l'école néoplatonicienne d'Apamée sont Sopatros d'Apamée, Édésios de Cappadoce (qui part à Pergame), Eustathios de Cappadoce (en). L'empereur Julien (331-363) lui voue une admiration sans bornes.
Il meurt vers 330 (certaines sources indiquent 325) à Apamée.

## La pensée de Jamblique

### L'arrière-plan intellectuel
Appartiennent au néo-platonisme des penseurs qui se distinguent des platoniciens (qui ont reçu directement l'enseignement de Platon) et des penseurs appartenant au moyen-platonisme (école qui interprète les dialogues de Platon sur la base de références à Aristote et au stoïcisme). La confusion règne, car on appelle généralement platoniciens les philosophes du platonisme-moyen.
À l'école de Plotin, on lisait des platoniciens (Sévère, Numénios d'Apamée, Atticus, etc.) et des aristotéliciens (Aspasius Paternus, Alexandre d'Aphrodise, etc.). Les interprétations de Plotin concernant Platon n'étaient pas exemptes de critique dans le monde intellectuel de l'époque, puisque l'ancien maître athénien de Porphyre, Longin, critiquait le peu d'orthodoxie dont Plotin faisait preuve.
Le monde politique vit alors un moment difficile : l'empereur Gordien III, avec lequel Plotin est parti en Orient, est assassiné, comme plus tard son protecteur Gallien. De plus, le néo-platonisme est confronté à l'émergence du christianisme et à ses avatars du moment, comme la gnose. 
Se répandant à travers l'Empire, la gnose promettait le salut à quiconque possédait une révélation ou une connaissance (en grec, gnosis) spéciale. Cette connaissance affirmait que le monde était le résultat de forces mauvaises et ignorantes, un monde dans lequel sont emprisonnés des fragments d'un monde supérieur, fait de bonnes divinités. Ce schéma général, qui se trouve compliqué dès que l'on s'arrête à tel ou tel représentant de la gnose, s'accomplit dans le fait que nous attendons, en tant qu'éléments divins immergés dans le corps, d'être libérés de notre corps et des puissances du mal.
Le gnosticisme affronte deux ennemis : les néo-platoniciens, qui y voient une perversion du platonisme et les Pères de l'Église, qui voient dans cette hérésie la marque du paganisme grec.

### La philosophie
À partir du mythe platonicien des âmes déchues,, Jamblique pense que des hommes sages ont été envoyés par les dieux pour éclairer l'humanité, composée d'âmes qui ont chuté. Parmi ces sages, ces âmes non corrompues, en union contemplative avec les êtres intelligibles figurent Orphée, Pythagore, Platon, le théurgiste Julien le Chaldéen, alors qu'Aristote a détourné la tradition divine : « La position aristotélicienne a perverti l'enseignement pythagoricien ». Si Porphyre privilégiait Platon et interprétait Pythagore en termes platoniciens, Jamblique « pythagorise » Platon. Jeune, Jamblique tenait Pythagore pour le modèle philosophique et le guide divin, mais plus tard, dans les Mystères d'Égypte, il mettra en avant Hermès et les Égyptiens.
Il y a quatre sciences mathématiques : arithmétique, géométrie, musique, astronomie (dans un ordre descendant), et trois applications : éthique, physique, science de la production. Jamblique distingue deux démarches : l'intuition (ἐπιβολή), illumination directe, et la raison discursive (διάνοια), méthode démonstrative. Il observe aussi qu'il existe divers modes d'expression philosophique, en particulier (chez les socratiques) la logique et les mathématiques, et (chez les pythagoriciens) les images, les symboles, les analogies.

### LeTiméede Platon et les mathématiques
Jamblique est d'abord un compilateur. Il rapporte les doctrines qu'il admire et son Exhortation à la Philosophie (Protreptique), est en fait un ouvrage inspiré par Aristote. Jamblique tient le Timée pour pythagoricien.
Cependant, deux thèmes chez Jamblique touchent à sa doctrine de l'âme, sans doute inspirée par la doctrine du Timée, texte dans lequel l'âme est la médiation entre l'intelligible indivisible - l'Idée - et le sensible divisible et multiple. L'âme assure ainsi la cohésion interne de l'univers (proche de la fonction d'Éros, dans le Banquet). L'instrument de l'âme pour rationaliser le sensible, multiple et changeant (pour fixer le phénomène dans une forme - l'idée) et réciproquement pour « phénoménaliser » la pensée réside dans les mathématiques, par quoi l'âme donne son unité au divers et est capable de rationaliser l'ordre du sensible.

### La théurgie
Olympiodore le Jeune oppose chez les néoplatoniciens les contemplatifs et les théurgistes (du grec ancien théos, dieu et ergon, action, œuvre) : « Beaucoup, comme Porphyre et Plotin, préfèrent la philosophie, d'autres, comme Jamblique, Syrianos et Proclos, préfèrent la théurgie (ἱερατική) ». Le deuxième intérêt de Jamblique va à la théurgie. En ce sens, il se sépare de Plotin, pour qui il s'agissait d'une attitude irrationnelle.
La théurgie est un ensemble de pratiques mystiques, de rituels. Il s'agit pour l'âme de s'unir dans une fusion mystique avec les êtres supérieurs : héros, démons, anges, archanges, Un, et enfin, Dieu ineffable. Autrement dit, la théurgie n'est pas un ensemble de superstitions pour Jamblique, mais un moyen pour l'âme de se diviniser, en pratiquant des rites qui, degré par degré (en commençant par des sacrifices, puis en atteignant des niveaux supérieurs, en procédant à des invocations), font atteindre une extase mystique. Cette extase n'est pas un pouvoir que l'homme a sur les dieux, mais le résultat d'une rétrocession divine qui a permis de gravir les échelons. Autrement dit, la disposition au rituel vient des dieux qui procèdent de manière émanative.
Cependant, Jamblique ne parvient pas à unifier sa mystique et sa philosophie. Il faudra attendre Proclos et Damascios, pour voir s'accomplir et se développer une théologie négative dont les éléments rejailliront sur l'hermétisme et sur le rationalisme théologique d'un saint Augustin, comme sur la tentative de l'empereur Julien de paganiser le christianisme.

## Œuvres
Font partie de la Collection des dogmes pythagoriciens ou Sur la secte pythagoricienne (vers 310) les neuf titres suivants (dont les quatre premiers seulement nous sont parvenus) :
1. Vie de Pythagore (ou plutôt Vie pythagoricienne, βίος πυθαγορικός) (en trad. latine : De vita Pythagorica)
2. Protreptique, Exhortation à la philosophie (contient des fragments du jeune Aristote sur le Protreptique) (en trad. latine : Protrepticus)
3. Sur la science mathématique commune, Sur les principes généraux des mathématiques (en trad. latine : De communi mathematica scientia).
4. Commentaire sur l’Introduction à l'arithmétique de Nicomaque [de Gerasa] (en trad. latine : In Nichomachi Arithmeticam introductionem)
5. Sur l'arithmétique en matière de physique
6. Sur l'arithmétique en matière d'éthique (fragments chez Michel Psellos)
7. Sur l'arithmétique en matière de théologie (fragments chez Michel Psellos)
8. Sur la géométrie pythagoricienne (perdu ou jamais écrit)
9. Sur la musique pythagoricienne (perdu ou jamais écrit).

- Sur l'arithmétique (Deux fragments : "Sur l'arithmétique en matière de physique" [= Collection des dogmes pythagoriciens, V], "Sur l'arithmétique en matières d'éthique et de théologie" [= Collection des dogmes pythagoriciens, VI et VII]), texte grec et trad. an. Dominic O'Meara, Pythagoras revived, Oxford, Clarendon Press, 1989, p. 217-229.
- Commentaire sur l’Introduction à l'arithmétique de Nicomaque [de Gerasa], trad. J. Bertier, Nicomaque de Gérase, Introduction arithmétique, Paris, 1978.
- Commentaires sur Aristote : fragments. Voir B. D. Larsen, Jamblique de Chalcis. Exégèse et philosophe, Aarhus University Press, 1972. Commentaire sur le 'Traité de l'âme' d'Aristote
- Commentaires sur Platon : fragments. Trad. J. M. Dillon, Iamblichi Chalcidensis in Platonis dialogos commentariorum fragmenta, Leyde, 1973. Sur le Phédon p. 39-44. Sur l’Alcibiade : Alain Philippe Segonds, Sur le Premier Alcibiade de Platon, Paris : Les Belles Lettres. 2 tomes : 1985, 1986. [clix]-474 p., coll. "Collection des universités de France", t. I, "L'Alcibiade chez Jamblique", p. xxi-xxxiv.
- Lettres (à Macédonius et Sopatros d'Apamée Sur le destin ; à Dexippe et Sopatros d'Apamée Sur la dialectique) : dans Stobée, Anthologium, I et II. Lettre à Macédonius sur le destin
- Les Mystères d'Égypte (Réponse d'Abammon à la 'Lettre de Porphyre à Anébon' ) (vers 320), éd. et tr. Édouard des Places (1966), 3e tirage revu et corrigé. Paris, Les Belles Lettres, Collection des Universités de France, 1996, 401 p.  (ISBN 2-251-00176-X). Une réponse aux doutes exprimés par Porphyre (Lettre à Anébon) (vers 265 ?), qui se présentait comme Abammon.  sur la théurgie, l'efficacité des sacrifices, la nature des anges et des génies, etc. Cette œuvre a été publiée sous un pseudonyme, mais Proclos l'attribue à Jamblique.
- Protreptique, édi. et tr. Édouard des Places, Paris, Les Belles Lettres, collection des Universités de France, 1989, vii-289 p.  (ISBN 2-251-00397-5). Pour quelles raisons faut-il philosopher ? L'allusion initiale à la Vie pythagoricienne relie le Protreptique (Exhortation à la philosophie) à l'ensemble de la doctrine. Jamblique exhorte à la philosophie au moyen de symboles. La méthode est figurée par une échelle, qui fait passer d'un niveau inférieur à un niveau supérieur. Jamblique cite son ouvrage Péri Théou (Sur Dieu) et annonce un Péri sumbolôn (Sur les symboles). Si on excepte les premiers chapitres, le Protreptique est une compilation de textes platoniciens et aristotéliciens, sinon un texte d'Aristote lui-même quand il était jeune, en 350 av. J.-C. (Aristote, Invitation à la philosophie. Protreptique, trad. Jacques Follon, Éditions Mille et Une Nuits, 2000, 63 p.).
- Sur les principes généraux des mathématiques. De communi mathematica scientia. Peri tês koinês mathêmatikês epistêmês, édi. Nicola Festa, Leipzig, éd. Teubner, 1891, revue par U. Klein, Leipzig, Teubner, 1975. "Commune" signifie indépendante de toute matière particulière (cf. Platon La République, 531 d ; Aristote, Métaphysique, E, 1026 a 26-27).
- Traité de l'âme (vers 300 ?) : trad. du grec André-Jean Festugière, La révélation d'Hermès Trismégiste, Les Belles Lettres, t. III, 1953, rééd. 1989 : Les doctrines de l'âme, 1953, p. 177-248. D'après Stobée, Anthologium, I.  Traité de l'Âme. (Jamblique)
- Vie de Pythagore (ou Vie pythagoricienne, βίος πυθαγορικός) (vers 310), tr. Alain Philippe Segonds et Luc Brisson, Paris, Les Belles Lettres, coll. "La roue à livres", 1996, 240 p.  (ISBN 2-251-33924-8) (BNF 35827273). Il s'agit de proposer un genre de vie pythagoricien. La vie pythagoricienne est une vie de sagesse proposée par les dieux.
- Exhortation à la philosophie, I. Le dossier grec Aristote, édition établie, traduction et annotée par Sophie van der Meeren, Paris, Les Belles Lettres, coll. Fragments, 2011.  (ISBN 9782251742106)
- In Nicomachi Arithmeticam, introduction, texte critique, traduction française et notes de commentaire par Nicolas Vinel, 2014. Frabrizio Serra editore.  (ISBN 978-88-6227-616-0)

PSEUDO-JAMBLIQUE :
- Théologie de l'arithmétique. Theologoumena arithmeticae. Ta theologoumena tês arithmetikês (IVe s.) : édi. par Vittorio de Falco, Leipzig, éd. Teubner, 1922, revue par U. Klein, 1975, rééd. Saur Verlag 1998 : Iamblichi Theologumena arithmeticae. Compilation d'un livre de Nicomaque de Gérase et d'un autre d'Anatolius, maître de Jamblique. Sans doute d'un Pseudo-Jamblique. Le livre de Nicomaque de Gerasa (vers 180) s'appelle aussi Theologumena arithmeticae ; et le livre d'Anatolius (avant 270) a pour titre : De la décade.